# Funny How Time Flies (When You're Having Fun)
„Funny How Time Flies (When You're Having Fun)” este un cântec al interpretei americane Janet Jackson. Piesa a fost compusă de Jimmy Jam și Terry Lewis și Jackson, fiind inclusă pe cel de-al treilea material discografic de studio al artistei, Control. „Funny How Time Flies (When You're Having Fun)” a ocupat locul 24 în Irlanda și locul 59 în Regatul Unit, neobținând clasări notabile în alte regiuni.

## Clasamente
| Clasament           | Poziția maximă | Referință |
| ------------------- | -------------- | --------- |
| Irish Singles Chart | 24             | [ 2 ]     |
| UK Singles Chart    | 59             | [ 3 ]     |